# هوينلويبن
هوهنلويبن (بالألمانية: Hohenleuben) هي بلدة ألمانية تقع في ألمانيا في تورينغن.  يقدر عدد سكانها بـ 1,784 نسمة .